# Керміт (Техас)
Керміт (англ. Kermit) — місто (англ. city) в США, в окрузі Вінклер штату Техас. Населення — 6267 осіб (2020).

## Географія
Керміт розташований за координатами 31°51′14″ пн. ш. 103°5′32″ зх. д. / 31.85389° пн. ш. 103.09222° зх. д. (31.853995, -103.092336).  За даними Бюро перепису населення США в 2010 році місто мало площу 6,51 км², уся площа — суходіл.

### Клімат
| Клімат : Керміт         | Клімат : Керміт | Клімат : Керміт | Клімат : Керміт | Клімат : Керміт | Клімат : Керміт | Клімат : Керміт | Клімат : Керміт | Клімат : Керміт | Клімат : Керміт | Клімат : Керміт | Клімат : Керміт | Клімат : Керміт | Клімат : Керміт |
| Показник                | Січ.            | Лют.            | Бер.            | Квіт.           | Трав.           | Черв.           | Лип.            | Серп.           | Вер.            | Жовт.           | Лист.           | Груд.           | Рік             |
| Абсолютний максимум, °C | 31,1            | 33,3            | 36,1            | 40,6            | 44,4            | 47,2            | 45,6            | 45,6            | 42,8            | 40,6            | 34,4            | 30,6            | 47,2            |
| Середній максимум, °C   | 15,3            | 18,3            | 22,8            | 27,9            | 32,2            | 36,1            | 36,1            | 35,4            | 31,9            | 26,9            | 20,3            | 16,2            | 26,7            |
| Середній мінімум, °C    | −1,7            | 0,6             | 4,7             | 9,7             | 15,0            | 20,0            | 21,6            | 20,8            | 17,1            | 10,6            | 3,1             | −1,1            | 10,1            |
| Абсолютний мінімум, °C  | −25,6           | −21,1           | −12,8           | −6,7            | −1,7            | 7,2             | 11,1            | 13,3            | 0,6             | −5,6            | −17,8           | −16,7           | −25,6           |
| Норма опадів, мм        | 12              | 10              | 12              | 16              | 33              | 37              | 43              | 36              | 41              | 38              | 11              | 11              | 297             |
| ----------------------- | --------------- | --------------- | --------------- | --------------- | --------------- | --------------- | --------------- | --------------- | --------------- | --------------- | --------------- | --------------- | --------------- |
| Джерело:                |                 |                 |                 |                 |                 |                 |                 |                 |                 |                 |                 |                 |                 |

## Демографія
Згідно з переписом 2010 року, у місті мешкало 5708 осіб у 2083 домогосподарствах у складі 1535 родин. Густота населення становила 877 осіб/км².  Було 2451 помешкання (377/км²).
Расовий склад населення:
| - 70,8 % — білих - 2,5 % — чорних або афроамериканців - 1,1 % — корінних американців - 0,3 % — азіатів - 22,3 % — осіб інших рас |

До двох чи більше рас належало 2,9 %. Частка іспаномовних становила 58,6 % від усіх жителів.
За віковим діапазоном населення розподілялося таким чином: 30,2 % — особи молодші 18 років, 57,6 % — особи у віці 18—64 років, 12,2 % — особи у віці 65 років та старші. Медіана віку мешканця становила 34,1 року. На 100 осіб жіночої статі у місті припадало 97,7 чоловіків;  на 100 жінок у віці від 18 років та старших — 93,8 чоловіків також старших 18 років.
Середній дохід на одне домашнє господарство  становив 63 125 доларів США (медіана — 54 745), а середній дохід на одну сім'ю — 66 574 долари (медіана — 58 625). За межею бідності перебувало 14,6 % осіб, у тому числі 17,4 % дітей у віці до 18 років та 15,5 % осіб у віці 65 років та старших.
Цивільне працевлаштоване населення становило 2564 особи. Основні галузі зайнятості: сільське господарство, лісництво, риболовля — 19,7 %, освіта, охорона здоров'я та соціальна допомога — 15,2 %, будівництво — 12,4 %, транспорт — 11,3 %.